# Ramón Aguirre Rodríguez
Ramón Aguirre Rodríguez, né le 3 mars 1953, est un homme politique espagnol membre du Parti populaire (PP).
Il est élu député de la circonscription de Guadalajara lors des élections générales de juin 2016.

## Biographie

### Vie privée
Il est marié et père d'une fille.

### Profession
Ramón Aguirre est directeur bancaire.

### Entre politique et administration
Vice-secrétaire général du Parti libéral (PL) et de l'Alliance populaire (AP), il est investi en deuxième position sur la liste du nouveau Parti populaire (PP) dans la circonscription de Cáceres à l'occasion des élections générales de 1989. Élu au Congrès des députés, il siège à la commission de l'Économie, du Commerce et des Finances ainsi qu'à la commission des Budgets et à la commission bicamérale chargée des Relations avec le Tribunal des comptes. Réélu lors des élections législatives de 1993, il conserve ses attributions parlementaires. Président de la commission nationale du Commerce et du Tourisme du PP, il devient membre suppléant de la députation permanente à l'ouverture de la VIe législature. Porte-parole à la commission de l'Économie, du Commerce et des Finances, il est choisi comme adjoint au porte-parole parlementaire Luis de Grandes en février 1999. Il conserve son mandat lors des élections générales de mars 2000 mais démissionne en juillet suivant du fait de sa nomination à la présidence de l'Institut du Crédit officiel (ICO) sur proposition de Rodrigo Rato.
Révoqué de son poste en mai 2004 après le retour des socialistes au pouvoir, dirigés par José Luis Rodríguez Zapatero, il devient membre du conseil d'administration du métro de Madrid. Il postule en deuxième position sur la liste conduite par José Ignacio Echániz dans la circonscription de Guadalajara lors des élections générales de mars 2008 et retrouve son mandat parlementaire. Membre de la commission de l'Économie et des Finances et de celle des Budgets, il occupe les fonctions de porte-parole de son groupe à la commission bicamérale chargée des Relations avec le Tribunal des comptes. Réélu en novembre 2011, il démissionne deux mois plus tard lorsqu'il devient le nouveau président de la Société d'État des participations industrielles (SEPI).
Candidat lors des élections générales de décembre 2015 sur la liste de Silvia Valmaña, il échoue à obtenir un nouveau mandat mais retrouve son siège après le scrutin anticipé de juin 2016,. Remplacé par Pilar Platero à la tête de la SEPI,, il est choisi comme deuxième vice-président de la commission des Finances.